# La Maison de Jeanne

La Maison de Jeanne est un film français réalisé par Magali Clément et sorti en 1988.

## Synopsis
Tout le monde est heureux dans la maison de Jeanne mais elle n'avait pas prévu l'arrivée de Pierre.

## Fiche technique
- Titre : La Maison de Jeanne
- Titre international : Jeanne's House
- Réalisation : Magali Clément
- Scénario : Magali Clément et Elvire Murail
- Producteurs : Marie-Dominique Girodet et Raymond Alessandrini
- Sociétés de production : FR3 Cinéma et MDG Productions
- Musique : Raymond Alessandrini
- Photographie : Pierre Novion
- Montage : Amina Mazani
- Société de distribution : AMLF ( France)
- Durée : 85 minutes
- Pays d'origine :  France
- Langue : français
- Format : Couleur - 35mm
- Date de sortie : 10 février 1988
- Visa d'exploitation n°65893

## Distribution
- Christine Boisson : Jeanne
- Benoît Régent : Pierre
- Jean-Pierre Bisson : Georges
- Marie Trintignant : Martine
- Michelle Goddet : Marie
- Maxime Leroux : Marc
- Pascale Audret : La mère
- Jacques Richard : Le père
- Claude Barrois :
- Marie Collins : Josée
- Gwen Le Dimet : Antoine
- Aline Lecomte :
- Martine Peccoux :
- Prune Phillippot : Muriel
- Agnès Ricoux :
- Bernard Ricoux :
- Lee Santa Maria : Severine
- Hélène Zidi : Carole
- Paulina Zidi : Clemence

## Autour du film
La maison qui a servi de décor au film est celle d'Alain et Jeanne Girel, à Chasselas, en Bourgogne du Sud. C'est une ancienne maison de vigneron située en plein cœur des vignes du Beaujolais. Une partie du film a aussi été tourné à Fournols (63) au cœur du Livradois.
Jeanne Girel est céramiste. Avec Alain Girel (décédé en 2001) ils ont entièrement rénové et décoré cette maison par l'achat d'objets « coup de cœur ».